# Недерланд (Оверейсел)
Недерланд (нід. Nederland) — селище в нідерландській провінції Оверейсел. Входить до муніципалітету Стенвейкерланд.
Його площа становить 1,15 км², а населення станом на 2021 рік складало 15 осіб.
Назва селища відповідає назві країни нідерландською мовою, що робить його туристичною принадою. Дорожні знаки з назвою селища регулярня цуплять на сувеніри.

## Галерея

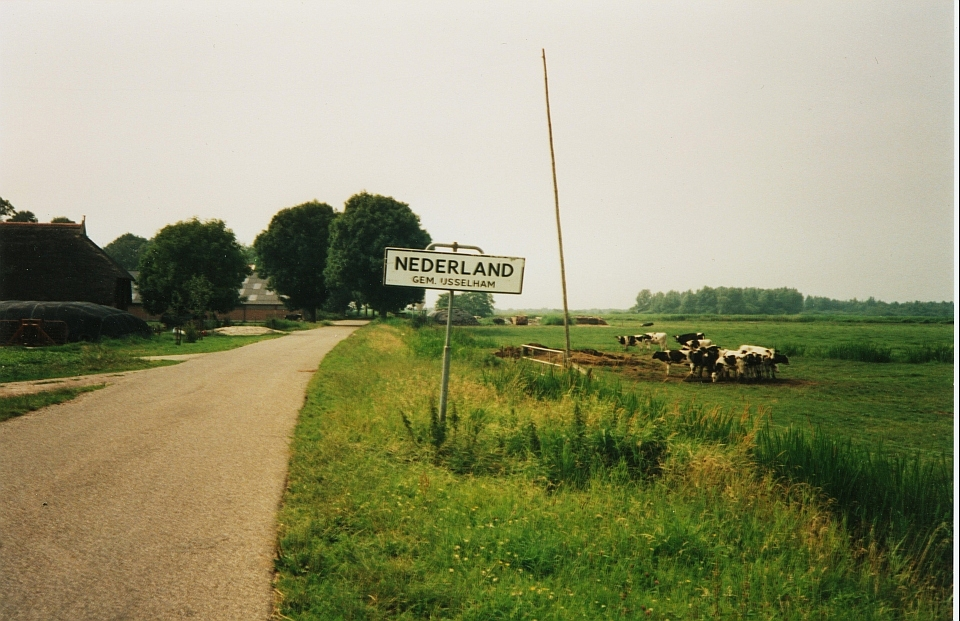
В'їзд до селища
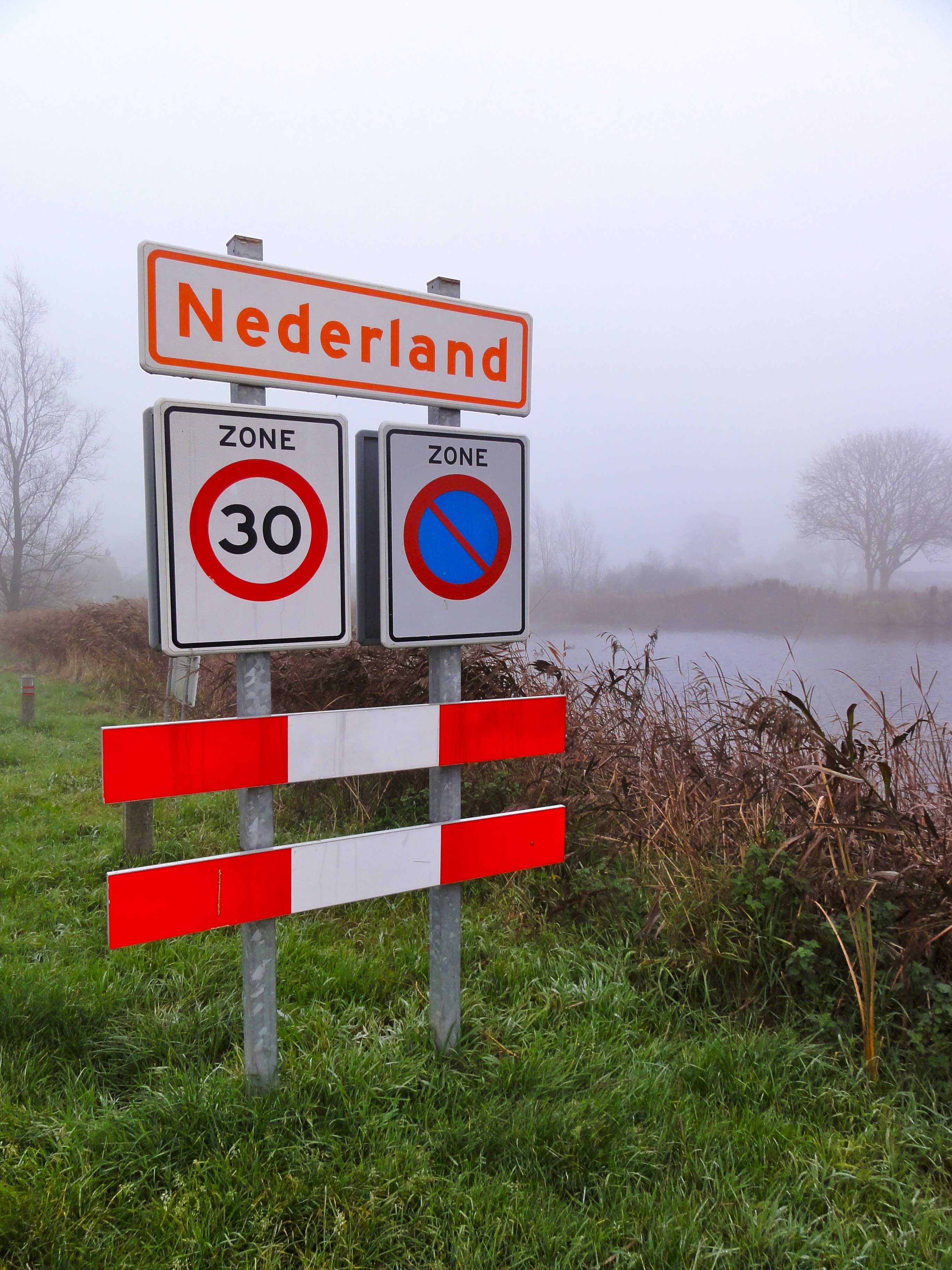
Знак на в'їзді до селища
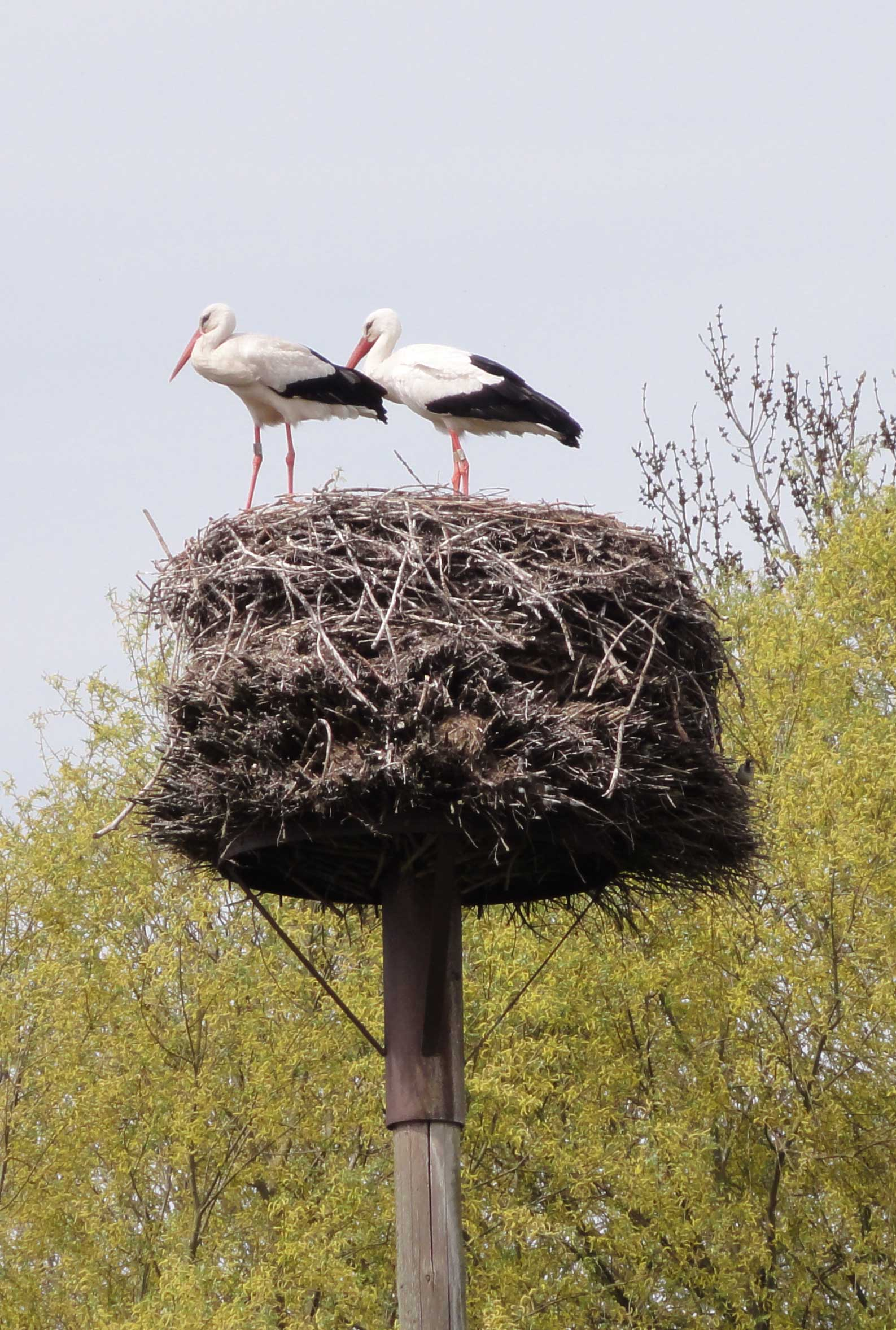
Бусели у Недерланді